# 바버라 롤스
바버라 앤 롤스(영어: Barbara Ann Roles, 1941년 4월 6일 ~)는 미국의 피겨 스케이팅 선수이다. 그녀는 1960년 올림픽에서 동메달을 획득했다.

## 개인 생활
바버라 앤 롤스는 칼 롤스의 딸이다. 그녀는 1960년에 은퇴한후에 결혼했다. 그녀의 딸 셸리 퍼슬리 보트라이트는 1961년 6월 24일에 태어났다. 1962년에, 그녀는 아들 로날드 딘 퍼슬리 초라크를 낳았다. 그녀는 미국의 스케이트 선수 스콧 윌리엄스의 계모이다.

## 선수 경력
롤스는 1958년에 미국 선수권 대회 주니어 부문에서 우승했다. 그 다음해에, 그녀는 시니어 무대에 데뷔했고 생애 첫 세계 선수권 대회에서 5위를 했다. 1960년 미국 선수권 대회에서 은메달을 획득한후, 롤스는 1960년 동계 올림픽과 1960년 세계 선수권 대회 국가대표로 선발되었다. 그녀는 두 대회에서 동메달을 획득했다. 그녀는 1964년에 코치가 되었다.

## 대회 성적
| international    | international | international | international | international | international | international | international | international |      |
| Event            | 1956          | 1957          | 1958          | 1959          | 1960          | 1961          | 1962          | 1963          | 1964 |
| ---------------- | ------------- | ------------- | ------------- | ------------- | ------------- | ------------- | ------------- | ------------- | ---- |
| 동계 올림픽      |               |               |               |               | 3rd           |               |               |               |      |
| 세계 선수권 대회 |               |               | 5th           |               | 3rd           | 5th           |               |               |      |

## 참조
- Sports reference LLC.